# Børge Thorlacius
Børge Riisbrigh Thorlacius (1. maj 1775 – 8. oktober 1829) var en dansk filolog.

## Uddannelse og karriere
Thorlacius var søn af Skúli Thorlacius og blev født i Kolding, hvor hans fader var rektor. Efter at faderen 1777 blev rektor for vor Frue Skole (Metropolitanskolen) i København, fik sønnen sin undervisning her fra 1783 og dimitteredes 1791 til Københavns Universitet, hvor han fik udmærkelse både ved artium og 1792 ved anden eksamen. Han studerede derefter teologi sammen med P.E. Müller og tog 1796 sin attestats med særlig udmærkelse; derefter fik han en ansættelse ved det Kongelige Bibliotek, hvor han blev den første kustos på læsestuen. 1797 vandt han guldmedaljen for en besvarelse af Universitetets filosofiske prisopgave; samme år tog han filologisk embedseksamen med udmærkelse og disputerede straks derefter for magister- og doktorgraden i filosofi.
Endnu i slutningen af samme år tiltrådte han med understøttelse af Fonden ad usus publicos en videnskabelig udenlandsrejse sammen med Laurids Engelstoft; i Göttingen hørte han filologen Christian Gottlob Heyne og var derefter i Holland og Frankrig, men nåede ikke at komme til Italien på grund af krigsforholdene under Revolutionskrigene.
Efter at være vendt hjem 1800 beskikkedes han 1801 til lektor i de gamle sprog ved det pædagogiske Seminarium og straks derpå også ved Universitetet (efter Laurits Sahl); 1802 blev han extraordinær professor i græsk og latinsk filologi, 1803 ordinær professor i det latinske sprog og assessor i Konsistorium. 1807 udnævntes han til medlem af Kommissionen for de nordiske Oldsagers Opbevaring. 1808 blev han, efter at professor Peder Krog Meyer var blevet ansat som lærer hos prinserne af Augustenborg, beskikket til i hans sted indtil videre at holde forelæsninger over bibelsk eksegese og deltage i teologisk embedseksamen, hvilket han gjorde til 1817.
Fremdeles blev han 1809 medlem af direktionen for det med det kongelige Bibliotek forbundne Museum og 1811 medlem af den Arnamagnæanske Kommission. 1813-14 var han Universitetets rektor. Han deltog 1814 i stiftelsen af det Danske Bibelselskab og blev snart medlem af dets styrelse. 1815 disputerede han for den teologiske doktorgrad og indtrådte samme år i den kommission, som efter kongelig befaling nedsattes til at udarbejde en ny dansk oversættelse af det nye Testamente; han havde også del i den oversættelse, kommissionen udsendte 1819. Siden 1810 havde han været medlem af Videnskabernes Selskab og af dettes ordbogskommission, hvis formand han blev i 1822; han deltog i udgivelsen af Videnskabernes Selskabs Ordbogs 3.-5. del, som udkom i årene 1820-27. Han var medlem af frimurerlogen Carl til løven, hvor han bl.a. i 1821 foruden Knud Lyne Rahbek holdt tale i anledning af ophængningen af et portræt af logens mester Adam Wilhelm Hauch. Desuden var han medlem af en række andre litterære og videnskabelige selskaber så vel i Danmark som i udlandet, f.eks. blev han i 1815 medlem af Det kongelige danske Selskab for Fædrelandets Historie. 1826 begav han sig på ny ud på en videnskabelig rejse, til Tyskland, Italien og Frankrig, hvorfra han vendte hjem i sommeren 1828. Han døde i København 1829.

## Videnskabelige arbejder
Thorlacius var venlig og godgørende mod de studerende, men som universitetslærer temmelig tarvelig, i det hans lærdom vel havde en vis bredde, men var spredt, overfladisk og løs; hertil kom, at hans hukommelse tidlig svækkedes. Som klassisk-filologisk professor skrev han en mængde afhandlinger om allehånde spørgsmål i den græske og romerske filologi og arkæologi, foruden hvad han skrev om emner af den islandske filologi og af teologien; disse skrifter fremkom især som programmer til forskellige højtideligheder ved universitetet, i det hans professorpost pålagde ham pligten som programmatarius; der fandtes blandt disse småarbejder også latinske digte og taler i anledning af forskellige kongelige personers bryllup eller dødsfald og andet. De fleste af afhandlingerne (dog ikke de islandske) er samlede i 5 bind Prolusiones et opuscula academica, som udkom 1806-22, men nogle er dog udkomne senere. Endvidere udgav han sin morbroder Børge Riisbrighs oversættelse af Diogenes Laertius’ filosofhistorie (1812) og til brug for studenterne ved hans forelæsninger udgaver af forskellige græske og romerske Værker, som dog kun var optryk efter fremmede udgaver. Andre afhandlinger af ham findes i Videnskabernes Selskabs Skrifter, i Skandinavisk Musæum, Det skandinaviske Litteraturselskabs Skrifter osv.
Børge Riisbrigh Thorlacius, hvem islandsk sprog hidtil havde været fremmed, begyndte omkring 1805 at sysle med oldnordisk, vistnok til dels foranlediget ved ønsket om at kunne afvikle faderens forpligtelser over for Heimskringla-udgaven. Sammen med Erich Christian Werlauff overtog han også 1811 arbejdets fortsættelse, hvorefter 1813 påfulgte 4. binds afslutning med sagaerne om Sverres efterfølgere, 1818 5. bind, væsentlig indeholdende Hakon den gamles saga, og endelig 1826 et 6. bind, hvori registre m. v.
Som universitetsprogrammer har han end videre 1815-22 udgivet en del historiske småfortællinger (Þættir) med tilhørende latinsk oversættelse. Thorlacius var et virksomt medlem af Kommissionen for Oldsagers Opbevaring fra dennes oprettelse 1807 og blev 1811 medlem af den Arnamagnæanske Kommission, i hvilken stilling han ved et betydeligt tilskud muliggjorde udgivelsen af Sæmundar Edda II (1818).
Som medlem af Videnskabernes Selskab deltog han ivrig i tilsynet med den danske ordbog, og om hans interesse for nordisk oldkyndighed vidner afhandlinger i forskellige tidsskrifter.
4. maj 1803 ægtede han på sin faders foranledning Marie Benedicte Sophie Hedevig Kall (født 13. oktober 1777 død 8. august 1835), næstældste datter af professor Abraham Kall. Den lærde og adspredte mand havde på sin bryllupsdag nær glemt, at han havde giftet sig.